# Holoxanthina rhodotela
Holoxanthina rhodotela là một loài bướm đêm trong họ Noctuidae.